# 316 (szám)
A 316 (római számmal: CCCXVI) egy természetes szám.

## A szám a matematikában
A tízes számrendszerbeli 316-os a kettes számrendszerben 100111100, a nyolcas számrendszerben 474, a tizenhatos számrendszerben 13C alakban írható fel.
A 316 páros szám, összetett szám, kanonikus alakban a 22 · 791 szorzattal, normálalakban a 3,16 · 102 szorzattal írható fel. Hat osztója van a természetes számok halmazán, ezek növekvő sorrendben: 1, 2, 4, 79, 158 és 316.
Középpontos hétszögszám, középpontos háromszögszám. Tizenháromszögszám.
A 316 négyzete 99 856, köbe 31 554 496, négyzetgyöke 17,77639, köbgyöke 6,81128, reciproka 0,0031646. A 316 egység sugarú kör kerülete 1985,48656 egység, területe 313 706,87602 területegység; a 316 egység sugarú gömb térfogata 132 175 163,8 térfogategység.